# Cicindela marutha
Cicindela marutha este o specie de insecte coleoptere descrisă de Dow în anul 1911. Cicindela marutha face parte din genul Cicindela, familia Carabidae. Această specie nu are alte subspecii cunoscute.